# Mandjelia humphreysi
Mandjelia humphreysi là một loài nhện trong họ Barychelidae. Loài này phân bố ờ Tây Úc.